# 繁簡轉換一對多列表
本列表按繁體字筆畫數排列，羅列了一個繁體字可對應多個簡體字的情況。淡藍底色的是繁體字，淡紅底色的是可對應的簡體字。
注意：
- 本條目內容包含語文的習慣用法，而不只限於官方標準（《簡化字總表》、《第一批异体字整理表》及《通用规范汉字表》，目前只有《通用规范汉字表》為現行有效的規範，前兩者皆已廢除）的內容。
- 漢字按繁體字筆畫數排列，字形以台灣的國字標準字體為準，例如計4畫。
- 《通用规范汉字表》注解中列出的异体字用法，若在現代繁體中文裏同樣是罕見的異體字，此處也不列出（例如《通用规范汉字表》规定“喆：可用于姓氏人名。”但現代的繁體中文也幾乎不再以「喆」作為「哲」的異體字）。
- 本表不收錄因技術原因產生的一繁對多「簡」情況（例如人造元素「鐽」的簡化字在統一碼中收錄較遲導致簡體中文用繁體字「鐽」代替簡化字的情況）。此外，《〈通用规范汉字表〉解读》主張“今后表外字不再类推”，由此產生的簡單的一一對應的表外類推簡化字、傳統字轉換關係也不收入本表。
- 藍色文字表示按規範只用於姓氏、人名的文字（但事實上也可能有其他用途），紅色文字表示《通用规范汉字表》沒有收錄的簡體字（即「表外字」）。
- 可直接根據推斷簡體字的，在簡體字後附註其讀音。
- 本表中的一繁對多簡體情況只適用於從繁到簡的轉換，相反的從簡到繁的轉換未必適用（請參見簡繁轉換一對多列表）。

## 現行規範或權威字詞典認定的轉換規則
- ⇄：“仝”在《第一批异体字整理表》中作為“同”的異體字廢除，《通用规范汉字表》恢復“仝”，規定可用于姓氏人名。
- ⇄：《通用规范汉字表》规定可用于姓氏人名，读fán。读fàn时用“泛”。
- ⇄：《通用规范汉字表》规定可用于姓氏人名。其他用法下「邨」是「村」的異體字。但實際上大陸也有帶「邨」字的地名，例如廣州的五羊邨、祈福新邨。
- ⇄：《第一批异体字整理表》和《通用规范汉字表》都没有将「拚」列为「拼」的异体字。在《现代汉语词典》中，“拚”读作“ㄆㄧㄣ”时是“拼”的异体字，读作“ㄆㄢˋ”时单列字头，指“舍命不顾”，例如“拚弃、拚命”。不过繁体中文的“拚命”一般对应简体中文的“拼命”，简体中文的“拚命”是方言。
- ⇄：用作人名或其他專有名詞時不簡化，例如「毕昇」。
- ⇄：战国时郳国被楚国所灭，其子孙以国名为姓，去邑而为兒姓（后改姓倪），西漢有御史大夫寬。《通用規範漢字表》只收錄了「兒」作為「儿」的繁體字的情況；《現代漢語詞典》單獨列出了「兒」字頭。
- ⇄：讀作zhǐ時，“祇”實為“衹”的異體字。
- ⇄：《通用规范汉字表》规定“剋”表示训斥、打人时读kēi，不简化作“克”。
- ⇄：《通用规范汉字表》规定可用于姓氏人名。“祕”原本為正字，“秘”原本指一種香草，後來被用作“祕”的俗字。今香港多用“秘”，台灣多用“祕”。
- ⇄：《簡化字總表》只将部分意义合并到笔画简单的字上，其他意义下仍然用「乾」。「乾坤」、「乾隆」的「乾」不簡化为「干」；“乾燥”、“乾爹”的“乾”簡化為“干”。
- ⇄：《通用规范汉字表》規定用于表示干肉，如。其他意义用。
- ⇄：《通用规范汉字表》規定“逕”可用于姓氏人名、地名，但须类推简化作。
- ⇄：「甦」實為「蘇」的俗字。《通用规范汉字表》规定可用于姓氏人名。實際上也有用於地名的。
- ⇄：《通用规范汉字表》规定“椏”是“丫”的异体字；“椏”可用于姓氏人名、地名和科学技术术语，但须类推简化作“桠”，如“五桠果科”。事实上“枝桠”的写法在简体中文里也十分通行。
- ⇄：「閒」原本是「間」的正字，但後來被用作「閑」的俗字。現行港台標準將「閒」作為「閑」的正寫，「閑」作為異體字。中日韓統一表意文字擴展區C另收錄了非規範簡化字。
- ⇄：《通用规范汉字表》沒有收錄字，僅列為的異體字，但《现代汉语词典》除將其收為的異體字外還單列字頭，解釋為“同‘’，用于古地名”，例如。此外“殽”也通“肴”，例如「果殽」、「殘殽」[1]。
- ⇄：《通用规范汉字表》規定用于表示草名和春天打猎时用「蒐」。其他意义用“搜”。
- ⇄：《通用规范汉字表》只将列为的异体字，但是《现代汉语词典》另列了字头，定义为“姓”；其他意义用。
- ⇄：《通用规范汉字表》規定「钜」可用於姓氏人名；「鉅款」等無論規範上還是習慣上都簡化作「巨款」等，但實際上商家促銷時經常使用「钜惠」一詞。
- ⇄：根据《现代汉语词典》，「臺」用作姓氏時不簡化。《通用規範漢字表》未收錄該用法，但考慮到《现代汉语词典》是簡體中文的權威詞典，此處也收錄該轉換規則。
- ⇄：《简化字总表》中规定：“在折和摺意义可能混淆时，摺仍用摺。”现行的《通用规范汉字表》删除了这一规则，但《现代汉语词典》仍然收录了这种用法。考慮到《现代汉语词典》是簡體中文的權威詞典，此處也收錄該轉換規則。
- ⇄：根据《现代汉语词典》，作為「闔」的異體字時，「閤」轉換為「阖」（例：閤家=闔家=阖家）；作為「合」的部分異體字時改用「合」；作為「閣」的異體字時轉換為「阁」；讀作gé、指“小門”時簡化作「閤」的類推簡化字（外门内合，中日韓統一表意文字擴展區E文字；但该字未收入《通用规范汉字表》，按照《〈通用规范汉字表〉解读》中规定的“今后表外字不再类推”这一原则，该用法下“閤”应直接沿用繁体）。
- ⇄：在港澳台，「麽」是「麼」的俗寫。在中國大陸读mó（摩）时不简化，如，读yāo（夭）的「么」作「幺」(「么」本字)。
- ⇄：《簡化字總表》只将部分意义合并到笔画简单的「伙」字上，作多解的「夥」不简化，例如「獲益甚夥」。
- ⇄：《通用规范汉字表》規定用于科学技术术语，如中医学中的。其他意义用。另外，舊同“扎”。
- ⇄：根據《现代汉语词典》，表示“善；好”、“俸禄”以及用作姓氏时，“穀”不簡化為“谷”。
- ⇄：化合物「二噁英」應當轉換為；其他意義用“恶”，例如“恶心”。但因為簡體的「𫫇（口恶）」在電腦編碼中收入得較晚（中日韓統一表意文字擴展區E），很多設備無法鍵入或顯示，實際上和的寫法也很常見。
- ⇄：根據《簡化字總表》，當意義可能混淆時，「餘」簡化為「馀」，如文言句「馀年无多（餘年無多）」；「馀」只出現在《簡化字總表》注釋而非正文。《通用规范汉字表》中完全删除了“馀”字；第7版《现代汉语词典》仍收录“馀”字，解释为“姓”。
- ⇄：根據《通用规范汉字表》，姓氏人名中的「線」簡化為「缐」。
- ⇄：《簡化字總表》只将部分意义合并到笔画简单的「征」字上，五声调式的「徵」仍然用「徵」。《簡化字總表》註釋：「宫商角徵羽的徵读ㄓˇ（止），不简化」。習慣上，一些人名中的「徵（ㄓㄥ）」（例如文徵明）也可不簡化。
- ⇄：《通用规范汉字表》只将“薙”列为“剃”的异体字，但是《现代汉语词典》另列了“薙”字头，用于指“除去野草”；其他义用“剃”。此外，日本“薙刀”简体中仍作“薙刀”。
- ⇄：《通用规范汉字表》只将“叡”列为“睿”的异体字，但是《现代汉语词典》另列了“叡”字头，用于人名，如曹叡。现代繁体中文也通用“睿”，“叡”更多见于日本人地名。
- ⇄：《簡化字總表》只将部分意义合并到笔画简单的字上，其他意义下仍然用「瞭」。「瞭」读liǎo（瞭解）时简作「了」，读liào（瞭望）时作「瞭」，不简作「了」。
- ⇄：「鍊」在繁體中文中有「冶鍊」（同「冶煉」，「鍊」為正字）和「鍊條」（同「鏈條」，「鏈」為正字）兩種用法，分別對應簡化字的「炼」和「链」。《通用規範漢字表》只列出了“鍊”作為“炼（煉）”的異體字的情況；《現代漢語詞典》分別列出了“鍊”作為“炼（煉）”和“链（鏈）”的異體字，並且都打了一個星號“*”表示是《通用規範漢字表》裏附列的異體字（實際上“链（鏈）”下並沒有附列“鍊”），但可能是因為編者疏忽，兩者之間沒有跳轉提示。此外，中日韓統一表意文字擴展區C還收錄了非規範的類推簡化字。
- ⇄：根據《通用规范汉字表》，作姓氏人名時「鍾」可以簡化為「锺」，例如「钱锺书」。
- ⇄：《通用规范汉字表》只将列为的异体字，但是《现代汉语词典》另列了字头，定义为“用于人名，拓跋濬，北朝北魏文成帝”；其他意义用。
- ⇄：根據《通用规范汉字表》，“釐”可用于姓氏人名，读xī。读lí时用“厘”。
- ⇄：《簡化字總表》只将部分意义合并到笔画简单的字上，其他意义下仍用「藉」。「藉口」、「憑藉」的「藉」（ㄐㄧㄝˋ）简化作「借」，「慰藉」（ㄐㄧㄝˋ）、「枕藉」（ㄐㄧㄝˋ）、「狼藉」（ㄐㄧˊ）等的「藉」仍用。但近年來，「藉由」等寫法也在大陸流行開來。
- ⇄：《通用规范汉字表》规定用于表示植物名时简化作，不简化作“苹”。「蘋果」仍簡化為「苹果」。但本身就有「苹」字，意為艾蒿[2]，常用於古文，如《詩經》中「呦呦鹿鳴，食野之苹」。
- ⇄：《通用规范汉字表》规定是的异体字（即是繁体字的异体字，而又合并简化为），可用于姓氏人名，但须类推简化作。
- ⇄：《通用规范汉字表》规定可用于姓氏人名。實際上一些簡體字古籍中也能見到「飏」。
- ⇄：《簡化字總表》只将「讎」仇恨、仇敵的意义合并到笔画简单的「仇」字上，作「校讎」、「讎定」、「仇讎」解的「讎」简化为「雠」。《通用規範漢字表》沿用該規則。
- ⇄：“鑪”用作“火爐”的“爐”的異體字時應轉換為“炉”；人造的放射性元素“鑪（Rf）”须类推简化作。
- ⇄：《现代汉语规范词典》規定“驩”可用于姓氏人名，但须类推简化作，例如「驩兜」、「馮驩」；《〈通用规范汉字表〉解读》主张表外字不类推简化。

## 因習慣或歷史原因產生的轉換規則
以下轉換規則中，有些可能和舊版漢字規範有關，但相關規範已經廢除；有些是因為兩岸三地的語文差異產生的。
- ⇄：「彷」曾經於1955年版《第一批異體字整理表》中被作為「仿」的異體字廢除，1988又被恢復。《第一批异形词整理表》中，“彷彿”、“髣髴”是“仿佛”的非推荐词形，且“彿”仍被视为“佛”的异体字。现简体中文多作“仿佛”；《现代汉语词典》第7版仍然在fǎng读音下列出“彷”字头，其下只有“彷彿”（见〖仿佛〗）一个词条。“彷徨”的“彷”仍作“彷”。
- ⇄：「沈沒」等的「沈」在簡體中文中改作；是的分化字。《現代漢語詞典》中「沈」有“旧同‘沉’”的義項。
- ⇄：「於」曾被《第一批異體字整理表》視為「于」的異體字廢除，後來恢復為規範字，但只用作姓氏人名，如樊於期，其他情況仍用「于」。現行的《通用规范汉字表》并未说明「於」和「于」的正异关系，也没有说明如何使用「於」，但事實上大陸的社會用字中幾乎已無人使用「於」作介詞。但是在马来西亚，依旧会有不少人使用「於」字。
- ⇄：《通用规范汉字表》两者均收录，且没有说明“祐”和“佑”的正异关系，但实际上大陆一般不写“保祐”而写“保佑”；“祐”在简体中文里多见于古今人名。
- ⇄：“剗”曾经在1955年版《第一批异体字整理表》中作为“鏟”的异体字废除，后来在1986年恢复并类推简化为“刬”。现行《通用规范汉字表》两者均收录，且没有说明正异关系。《现代汉语词典》在chǎn的读音下列有“刬（剗）”字头，解释为“旧同‘铲’②”，下有一个词条“刬除”（见〖铲除〗）；chàn读音下的“刬（剗）”字头只有“一刬”一个词。实际使用中，简体中文已经鲜有将“铲除”写作“刬除”的了。
- ⇄：台灣一般統一用「帳」，「賬」是「帳」的分化字。古人常把账目记于布帛上悬挂起来以利保存，故称日用的账目为「帳」，后来为了与帷帐分开，另造形声字「賬」，表示与钱财有关。「賬」、「帳」并存并用后，形成了几十组异形词。《简化字总表》、《通用规范汉字表》中「账（賬）」、「帐（帳）」均收，可见主张分化，《第一批异形词整理表》規定二字分工如下：「账（賬）」用于货币和货物出入的记载、债务等，「帐（帳）」专表用布、纱、绸子等制成的遮蔽物，如“蚊帐、帐篷”等。
- ⇄：“着”原本是“著”的俗字。台灣《常用國字標準字體表》統一用「著」；香港《常用字字形表》和中國大陸一樣分開兩字作不同用途（兩種用法粵音不同），但香港也常用「著」代替「着」；大陸對讀作「zhuó」的情況基本上都寫作，但是可寫作是一個常見的例外。《现代汉语词典》分列“著”和“着”，“著”有“旧同‘着’”的义项。注意繁簡體中文的「著」（艹：簡體3畫，繁體按標準為4畫）和「着」（簡體寫法為一撇出頭到底，香港繁體寫法為上面「羊」不出頭、下面一撇單獨一畫）兩字寫法均有微小差異。
- ⇄：「畫」在《簡化字總表》的對應簡化字是「画」，但台灣的「計畫」、「策畫」中國大陸寫作「计划」、「策划」，若按大陸標準寫成繁體字則是「計劃」、「策劃」（《簡化字總表》將「划」和「劃」合併為「划」），與港澳用法一致。
- ⇄：合併簡化的遺留問題。簡體中文早已恢復「像」字，但仍有很多人習慣用“象”代替“像”（例如慣用「好象」代替「好像」），亦不算錯。“像”“象”自古有相通的用法。此外“想像”在大陸的標準寫法是。
- ⇄：“戮”和“勠”自古有相通的用法。“剹、勠”在《第一批异体字整理表》中被视为“戮”的异体字废除，但是“勠”在《通用规范汉字表》中得到恢复，其注释中写道：“勠：义为合力、齐力。不再作为“戮”的异体字。”《现代汉语词典》第6版完全删除了“戮（*剹）”字头下相关的解释，只留下了“杀”一种义项，也完全删去了“戮力”“戮力同心”的写法，只留下“勠力”“勠力同心”。尽管在中国大陆，“戮力”的写法仍然通用（例如微软拼音预设的词库只有“戮力”），但“勠力”已在大陆成为事实上唯一的规范写法[3][4]。而台灣的《教育部重編國語辭典修訂本》則只收錄了「戮力」[5]。
- ⇄：表示水清（如「清澈」）時無需轉換，用於「澈底」等时是「徹（彻）」的異體字，但簡體中文已事實上淘汰該用法，一般轉換為「彻」。
- ⇄：「䩄」未收于《通用规范汉字表》，「靦」也未在官方規範中被視為異體字合併。「靦」读作miǎn时用于「靦腆/靦覥」，而「䩄觍」在《第一批异形词整理表》中的推薦詞形是「腼腆」，但该表并不是强制性的；读作tiǎn时是文言文用字，如「䩄然人面」，應當簡化為「䩄」。《现代汉语词典》兩種讀音下的用法均作為獨立字頭收錄。
- ⇄：「諮詢」在簡體中文裏一般寫作「咨询」。「谘」偶見於一些從繁體中文轉換而來的文獻或簡體字文言文。「谘」收錄於《簡化字總表》第三表，但是《通用规范汉字表》將其刪除。根据《通用规范汉字表》修订的《现代汉语词典》第7版仍收录了「谘（諮）」字头，解释为“同‘咨’①”。
- ⇄：《第一批异体字整理表》1956年版曾將「澹」歸為「淡」的異體字，但「澹」於1988年得到恢復。《現代漢語詞典》第7版沒有將「澹」作為「淡」的異體字；「澹」字在dàn/ㄉㄢˋ的讀音下只有「安静」一个义项，其下列出的“澹泊”“澹然”分別是“淡泊”“淡然”的非推薦詞形；tán/ㄊㄢˊ音下只有“澹台”（姓）一個詞條。在用作“淡”意義時，繁體中文的「澹」應轉換為簡體中文的「淡」。
- ⇄：二简字遺留問題，讀作「蕭」的「肖」一般只見於姓氏和外國人名，如“蕭邦/肖邦”。多數情況下“蕭”應當簡作“萧”而不是“肖”。
- ⇄：「覆」曾簡化為「复」，1986年重新發表的《簡化字總表》恢復「覆」為規範字，但「答覆」「批覆」「回覆」《第一批异形词整理表》仍推薦寫作「答复」「批复」「回复」，「覆」仅保留「覆盖」「倾覆」的本义。
- ⇄：「鎔」曾經被作為「熔」的異體字廢除，但1993年9月3日，国家语委文字应用管理司发出《关于“鎔”字使用问题的批复》，恢復了“鎔”，再類推簡化為“镕”。“鎔”作“熔化”解时应简化为“熔”，作“熔铸金属的模具”等其他意思解时应当简化为“镕”。现行《通用规范汉字表》已经移除了“熔”和“鎔”的正异关系。根据《通用规范汉字表》修订的《现代汉语词典》第7版也没有在“熔”字下收录“鎔”作为异体字，而是在“镕（鎔）”字头下解释“旧同‘熔’”。
- ⇄：大陆简体中“镳、镖”均是规范简化字，但实际上“保鑣”“飛鑣”一般不作“保镳”“飞镳”，而是寫作“保镖”“飞镖”；馬口中所含的鐵環的“鑣”仍然照常簡化作“镳”，例如“分道揚鑣”轉換為“分道扬镳”。

## 特殊
繁體字「寧（ㄋㄧㄥˊ）」的簡化字是「宁」；但繁體字「宁（ㄓㄨˋ）」本身作门屏之间解，其簡化字是「㝉」：「㝉」只出現在《簡化字總表》注釋而非正文，「宁」是「貯」的本字，与「寧」没有关系，为避免此「宁」字与「寧」的简化字混淆，原读zhù的「貯、佇、苧、紵」作「贮、伫、苎、纻」。
- ⇄（用作姓氏人名的「甯」不簡化）：「甯」本身是姓氏，《第一批異體字整理表》視其為「寧」的異體字廢除；《通用規範漢字表》建議恢復其為規範字。

繁體字「薴（ㄋㄧㄥˊ）」是指一種芳香有機化合物（Limonene），也用於「薺薴」，其簡化字是「苧」；而繁體字「苧（ㄓㄨˋ）」是苧麻，是多年生草本植物，其簡化字是「苎」。
繁體字「禰」類推簡化作簡體「祢」；但「祢」本身在繁體裏另有表示上帝、神明的第二人稱代詞的用法。這種用法在繁體裏並不是必須的，甚至繁體版和合本聖經也沒有採用，而是一律用「你」，但「祢」在繁體中文裏仍然較廣泛使用。按照大陸標準，「祢」是通用規範漢字，但《现代汉语词典》等權威字詞典並未收錄「祢」作為第二人稱代詞的用法，這種用法也不在正式文本中使用，僅偶見於一些非正式的宗教文本中。

## 規範外的一對多轉換
以下是一些規範未澄清的、明顯不符合規範的，甚至錯誤（但仍可能有實際用例）的一對多轉換：
- ⇄：「並」「併」「并」在簡化字中合併為「并」，但是中古汉语三十六字母中「並母」的「並」一般不簡化。
- ⇄：《第一批异体字整理表》和後續的《通用规范汉字表》將「毘」視為「毗」的異體字。但實際上日本漢字的「毘」翻譯成簡體中文時往往不替換。
- ⇄：「讬」按類推簡化，但其本身在中國大陸並非規範字，《第一批异体字整理表》已將「託」與「托」合併為「托」。「讬」字見於一些簡體字古籍中。
- ⇄：「篠」意為小竹，常見於中日人名，「筱」是其古時已存在的異體字。《通用规范汉字表》只收录了“筱”，但沒有列出其繁體字和異體字；《现代汉语词典》将「篠」作为「筱」的表外异体字列出。由於缺乏規範，在將日本姓氏人名翻譯為簡體中文時，對於字，有些人會將其改為「筱」，也有人直接沿用「篠」。此外Unicode也收錄了「篠」的類推簡化字/異體字“筿”。
- ⇄：「诶（誒）」是嘆詞，原收录于《简化字总表》第3表，但是《通用规范汉字表》没有收錄該字，繁體字和異體字對照中也沒有出現「诶」和「誒」字。《现代汉语词典》將「誒」收錄為「欸」的異體字，而没有收录简化的「诶」。但事實上，「诶」在中國大陸互聯網和各種傳媒中仍然非常廣泛地使用。
- ⇄：在《通用规范汉字表》中已被作為「彩」的異體字廢除，繁體「綵」應當轉換為簡體「彩」，但是Unicode仍收錄了類推簡化字「䌽」（實際上極少使用）。
- ⇄：在《通用规范汉字表》中已被作為「昆」的異體字廢除，大陸也已經習慣將「崑崙」寫作「昆仑」，但用於人名的情況下通常不改為「昆」，例如台灣政治人物傅崐萁、华为副董事长胡厚崑。
- ⇄：在《通用规范汉字表》中已被作為「仑」的異體字廢除。但是中日韓統一表意文字擴展區C仍然收录了非规范类推简化字。大陆出版的《古代汉语词典》第1版也仍然单列字头，并列出词条“菌”（lúnqūn，繁：崙菌，同“轮囷”，盘绕屈曲的样子）；第2版不再类推简化表外字，字头改作“崙［崘］”。马来西亚的「金馬崙高原」简化后一般写成「金马𪨧高原」。
- ⇄：已在《第一批异体字整理表》和後續的《通用规范汉字表》中被合併至「果」，但事實上，簡體中文裏仍偶見「菓」字，例如大陸引进的日本小说《冰菓》的標題。
- ⇄：已在《第一批异体字整理表》和後續的《通用规范汉字表》中被「冢」替代。簡體中文中，日本人地名的（日本新字体相比中文「塚」寫法少一點）一般轉換為「冢」，但也偶見用「塚」字的。港台繁體中文「冢」「塚」字均通用，但是繁體中文出版物一般不會將日本人地名的替換成「冢」。
- ⇄：方言字，常見於粵語白話文，大致等於官話的「那」。由於「个（個）」是《简化字总表》中第一表的簡化規則，實際上不可用於類推簡化偏旁，因此「嗰」不應類推簡化為。
- ⇄：：「煇」已在《第一批异体字整理表》和後續的《通用规范汉字表》中被「辉」替代，但在古汉语中，「煇」和「輝」並不完全等同。
- ⇄：：「𢧐」是「戰」的不規範類推簡化字，規範簡化字為「战」。
- ⇄：「噹」是擬聲詞，簡化時被作為繁體字合併入「当（當）」，但也有人使用类推简化的（例如一些版本的“小叮”）；也有人用“铛（鐺）”来表示同样的声音。
- ⇄：已在《第一批异体字整理表》和後續的《通用规范汉字表》中被替代。
- ⇄：《通用规范汉字表》中“壆、坣”两字均没有收录。“坣”字顶部并不是「学字头」（例如“学”字顶部，简化自“學”，简体中间为一点），而是「尚字头」（例如“党”字顶部，中间为一竖），因此“坣”不是“壆”的类推简化字。事实上，“壆、坣”两者是别字，根据《康熙字典》，“坣”是“古文堂字”。“壆”不应写作“坣”。“壆”字在大陆的用例有广东深圳市沙井街道的壆岗社区。
- ⇄：《通用规范汉字表》中，被作為繁體字合併入，但現實中，簡體中文仍然使用字，除了「（=）」外也廣泛用於人名、地名；例如中國短道速滑运动员王濛、广西梧州市藤县濛江镇、安徽省王家坝镇濛河分洪道。魏励主编的《汉字规范字典》主张在“（烟雾）笼罩”“古水名”及用于地名、人名的义项下是漏收的规范汉字。[6]
- ⇄：已在《第一批异体字整理表》和後續的《通用规范汉字表》中被合併至「糊」。
- ⇄：「㡭」不是可類推簡化的部件，因此「檵木」的「檵」不應按「继续（繼續）」的「继（繼）」的右旁的規則簡化。
- ⇄：「苔」不是「薹」的簡化字，「苔」是指苔蘚。「蒜薹」的「薹」不應該轉換為「苔」。但社會上仍有大量寫作「蒜苔」的情況。[7]
- ⇄：已在《第一批异体字整理表》和後續的《通用规范汉字表》中被替代。
- ⇄：「願」已被合併簡化為「愿」，但是中日韓統一表意文字擴展區C仍然收录了非规范类推简化字（實際上極少使用）。
- ⇄：GB 2312收有「渖」（由「瀋」字按類推簡化），但其本身在中國大陸並非規範字，《簡化字總表》已將與「沈」合併為「沈」。舊版《新華字典》收有「渖（瀋）」字，釋作「汁」；新版取消，併入「沈」。繁體字「瀋」的用法有地名，如「瀋陽市」；以及表示「汁」，如「墨瀋未乾」。兩者應當分別簡化作「沈阳市」和「墨沈未干」。
- ⇄：「鵰」在大陸已被作為異體字合併至「雕」，但是中日韓統一表意文字擴展區C仍然收录了非规范类推简化字（實際上極少使用）。
- ⇄：GB 2312收有「镟」（金字旁按類推簡化），但其本身在中國大陸並非規範字，《簡化字總表》已將與「旋」合併為「旋」。實際上在手工業和鐵道領域，「镟」字仍有使用，例如「镟轮」。
- ⇄：已廢除的《简化字总表》的第三表中收錄了「鲶（鯰）」，但《通用规范汉字表》没有出现“鲶”字，也没有将“鯰”收录为“鲇（鮎）”的異體字；而《现代汉语词典》则将“鯰”归为“鲇（鮎）”的异体字。事實上“鲶”字在簡體中文裏也通用。“鯰”原本是日本的和制汉字，一般訓讀作「/ayu」，對應中文的香魚，一般訓讀作「/namazu」，對應中文的花鯰。大陸2020年公佈的術語標準《食品科学技术名词》仍然收錄了「鲶鱼」詞條，英文名為“cat fish”，又称“塘虱”“胡子鲢”“黏鱼”[8]。
- ⇄：根據《康熙字典》，「壠」為「壟」的本字。原《现代汉语通用字表》收錄了「垅」字，但《通用规范汉字表》將其刪除。現「垅」字常用於地名，例如湖南怀化市溆浦县小横垅乡、江西赣州市于都县铁山垅镇。
- ⇄：已在《第一批异体字整理表》和後續的《通用规范汉字表》中被替代。
- ⇄：《第一批异体字整理表》和後續的《通用规范汉字表》均未收錄「穭」，《现代汉语词典》將其視為的異體字，因此出現了替換和類推簡化兩種做法。
- ⇄：簡體「刨」讀作bào時在繁體中可寫作「刨」或「鉋」，但後者在在《第一批异体字整理表》和後續的《通用规范汉字表》中已被合併至「刨」，因此不應再類推簡化。
- ⇄：「麵（麪）」已被合併簡化至「面」，但一些麵館仍然會在招牌上使用非規範類推簡化字「麺」。
- ⇄：「飈」「飇」為「飆」的表外異體字，一般應當用《通用规范汉字表》收錄的簡化字“飙”替代，但類推簡化的「飚」字事實上仍然通用，例如“飚车（=飙车）”；也有用於人名的情況，例如中国共产党革命家、中華人民共和國政治家耿飚。中日韓統一表意文字擴展區B另有「颷」的非規範簡化字.
- ⇄：「碱」本为「鹼」的俗字，「鹼」在《簡化字總表》中的對應簡化字是「硷」（類推的繁體寫法「礆」未收錄），但中國大陸曾經把「硷（鹼）」視為「碱」的舊稱，標準寫法為「碱」。《通用规范汉字表》調整了「碱」的正異關係，將「堿、鹻、鹼」歸為「碱」的異體字，至此「硷」被正式廢除。

## 一對多的轉換問題
當一個繁體字所對應的複數個簡體字在意義上差異很大而且皆很常用時，由繁體轉成簡体的轉換規則就會變得較為複雜，但是因為這類文字的數量非常少，所以使用列舉法便足以應付大多數情況。常見的轉換錯誤是「著」未轉換成「着」或所有的「著」都被轉換成了「着」。總體而言，比起簡体轉成繁體，繁體轉成簡体的錯誤率較低。